# Битва при Слотене
Битва при Слотене — сражение Великой фризской войны, которое состоялось 11 июля 1420 года возле города Слотен в Фрисландии между схирингерами и действующими на стороне феткоперов союзными силами. Схирингеры одержали там важную победу.

## Предыстория
После того, как 10 мая 1420 года восточнофризский хофтлинг Фокко Укена в битве на Палеслоте нанёс схирингерам тяжёлое поражение, большинство из них бежали. Они нашли убежище в городах Ставерен и Слотен. Оттуда они запросили помощи у баварского герцога Иоганна III в Нидерландах, который, согласно договору, был обязан поддерживать схирингеров.
После своей победы Фокко осадил Слотен, в котором он хотел захватить власть до того, как сможет атаковать Ставерен, главное прибежище схирингеров. Чтобы вынудить Слотен быстро сдаться, он вызвал тяжело вооружённые войска из Гронингена. Тем не менее, стены города оказались более прочными, чем первоначально предполагалось, равно как и гораздо большее количество схирингеров в городе.

## Битва
Союзники уверовали, что загнали схирингеров в угол, и были удивлены внезапным прибытием голландцев во главе с Хендриком ван Ренессе. По прибытии они победили несколько вражеских кораблей и двинулись в сторону Слотена. Когда поредевшие войска Иоганна Баварского прибыли в Слотен 11 июля, к ним присоединились спешно собравшиеся схирингеры. Затем они сразились против армии Фокко.
В битве, которая произошла в окрестностях Слотена, Фокко пришлось уступить место сложившимся обстоятельствам. После кровопролитного сражения, в котором погибли многие из его людей, он выходит из боя и решает вернуться в Восточную Фризию. Несколько хофтлингов-феткоперов из Гронингена, такие как Элко Онста, Хендрик Бейерс, Абко тен Дайк, Йохан Гроув и другие, были пленены в битве и затем перевезены в Голландию. Только заплатив выкуп, они снова вышли на свободу.

## Последствия
В Вестерлауверскую Фрисландию после битвы в какой-то степени вернулся мир. Феткоперы не осмеливались подвергать опасности жизни своих пленённых вождей. 14 сентября фризские земли Остерго и Вестерго заключили перемирие с городом Гронинген, Оммеландами и Окко II том Броком из Восточной Фризии.